# قبضه

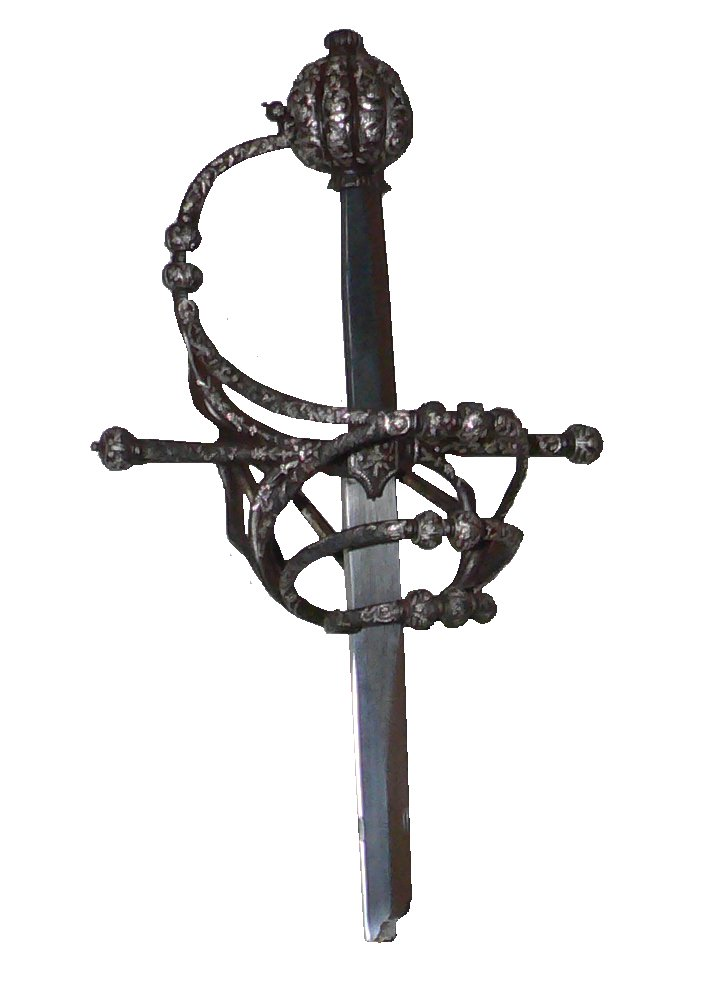
حفاظ راپیر نقره ای، بین سال‌های ۱۵۸۰ تا ۱۶۰۰، با تیغه باز تولید شده

قبضه دسته چاقو، خنجر، شمشیر یا سرنیزه است که از حفاظ، دستگیره و قبه (پامل) تشکیل شده است. حفاظ ممکن است حاوی یک کراس گارد یا کویلین باشد. ممکن است یک منگوله به حفاظ یا قبه متصل شود.